# محمد أغ ناجم
محمد أغ ناجم (بالفرنسية: Mohamed Ag Najem) هو عقيد طارقي ، و قائد أركان جيش الحركة الوطنية لتحرير أزواد .

## سيرته
يعتقد أنه ولد في نهاية عام 1950 م في جبال أدرار إيفوغاس  ، ينتسب والده إلى قبيلة إيدنان ، في حين تنتسب أمه إلى قبيلة إيفوغاس ، قتل والده من قبل الجيش المالي في ثورة كيدال 1963 م عندما كان طفلا ، و تم تجنيده خلال عشرين سنة كمتطوع في الجيش الليبي ، ليخدم في ليبيا وتشاد قبل أن يعود إلى مالي للمشاركة في ثورة الطوارق 1990 م بقيادة إياد أغ غالي ثم عاد إلى ليبيا ، ورفض اتفاقية السلام الموقعة بين الحكومة المالية والثوار الطوارق ، ليصبح عقيدا في الجيش الليبي ، و كان المسؤول عن وضع وحدة النخبة في مدينة سبها. دفعته الحرب الأهلية في ليبيا للعودة إلى وطنه في نهاية عام 2011 م ، ليصبح قائد أركان جيش الحركة الوطنية لتحرير أزواد .